# Tristramite
La tristramite è un minerale.